# Edward Ott
Edward Ott (New York, 22 dicembre 1941) è un fisico statunitense, noto per i suoi contributi allo sviluppo della teoria del caos.

## Biografia
Edward Ott è nato e cresciuto a New York. Ha frequentato la Stuyvesant High School, e in seguito ha conseguito la laurea in ingegneria elettrica presso la Cooper Union e il dottorato di ricerca in Elettrofisica presso il Polytechnic Institute di Brooklyn. Dopo aver ricevuto il suo dottorato di ricerca ottiene una borsa di studio presso il Dipartimento di Matematica Applicata e Fisica Teorica dell'Università di Cambridge. Successivamente è entrato a far parte della facoltà del Dipartimento di Ingegneria Elettrica della Cornell University. E inoltre, dal 1979, è membro del Dipartimento di Fisica e del Dipartimento di Ingegneria Elettrica dell'Università del Maryland.

## Attività
Prima del suo lavoro sulla teoria del caos e sui sistemi complessi, il professor Ott aveva svolto ricerche approfondite nel campo della fisica del plasma. Il suo lavoro sulla teoria del caos e sui sistemi complessi copre molte aree. Alcuni esempi sono i seguenti:
- scattering caotico (compreso l'inizio dello scattering caotico come parametro di sistema è variato e le caratteristiche della struttura frattale di accompagnamento);
- dinamo magnetiche veloci in flussi caotici (che affrontano l'origine dei campi magnetici in pianeti, stelle e galassie);
- trasporto caotico nei sistemi dinamici hamiltoniani (in cui è stato introdotto un modello di Markov efficace per studiare il trasporto anomalo risultante dalla complessa struttura in scala delle isole KAM in proliferazione);
- confini del bacino frattale (dimostrando come si verificano e come rappresentano una barriera alla previsione);
- comunicare con il caos (in cui è stato dimostrato che i sistemi caotici potrebbero essere controllati per seguire orbite la cui variazione temporale potrebbe essere adattata per trasmettere informazioni);
- transizioni della dinamica dei sistemi caotici con variazione di un parametro di sistema (in particolare il suo lavoro sulle "biforcazioni di blow-out" per sistemi con caos su una varietà invariante [ad esempio, come nella sincronizzazione di sistemi caotici] e il suo lavoro che introduce il concetto di "crisi" in cui si verificano bruschi cambiamenti strutturali nelle dinamiche caotiche caratterizzati da comportamenti di ridimensionamento dei transitori caotici caratterizzati da esponenti critici);
- caos quantistico (ad esempio, il suo lavoro sull'effetto del rumore sulla versione dinamica della localizzazione di Anderson dell'evoluzione quantistica dei sistemi a calci caotici classici);
- previsioni meteorologiche (in particolare il suo lavoro nell'ideazione di nuovi modi di assimilare i dati misurati per la stima dello stato di grandi sistemi spaziotemporalmente caotici);
- dinamiche di grandi reti di unità interagenti (es. la cosiddetta ansatz di Ott-Antonsen per l'analisi di sistemi di molti oscillatori interagenti).

In quello che è forse il contributo più noto di Ott, lui e i suoi colleghi Celso Grebogi e James A. Yorke hanno introdotto il concetto di controllo del caos. In particolare, hanno dimostrato che la dinamica su un attrattore caotico può essere controllata utilizzando solo piccole perturbazioni. L'idea chiave in questo lavoro è che all'interno di un attrattore caotico ci sono tipicamente un numero infinito di orbite periodiche instabili, ognuna delle quali può essere stabilizzata da un piccolo controllo (il metodo OGY ), e che, scegliendo correttamente quale orbita stabilizzare, è possibile ottenere prestazioni migliori. Come parte della celebrazione del 50º anniversario, la rivista Physical Review Letters, ha selezionato questo documento come una delle sue pubblicazioni più importanti.
Nel 2016 Thomson Reuters lo ha annoverato tra i favoriti per la vittoria di un futuro Premio Nobel, grazie a tutte le attività svolte.

## Premi
- 2014. Premio Julius Edgar Lillienfeld (dall'American Physical Society) "Per i contributi pionieristici nella dinamica non lineare e nella teoria del caos che hanno avuto un'influenza unica per i fisici e gli scienziati che lavorano in molti campi."
- 2016. Citation Laureate in Physics (con C. Grebogi e J.A. Yorke; da Thompson-Reuters) "Per il loro sviluppo di una teoria del controllo dei sistemi caotici...."
- 2017. Lewis Fry Richardson Medal (dalla European Geosciences Union) "... per i contributi pionieristici nella teoria del caos...."
- 2017. Jurgen Moser Lecture / Award (dalla Society for Industrial and Applied Mathematics) "... per i suoi ampi e influenti contributi alle dinamiche non lineari, compreso il lavoro fondamentale sulla teoria del caos e sulla dinamica dei sistemi fisici."

## Libri
- (EN) Edward Ott, Chaos in Dynamical Systems, 1993.
- (EN) Edward Ott, Coping with Chaos.